# Bayside Canadian Railway
A Bayside Canadian Railway rendkívül rövid vasútvonal Kanada Új-Brunswick tartományában található Bayside nevű településében. Látszólag egyetlen célja, hogy kanadai vasútként működjön, ezzel kihasználva a Jones-törvény azon kiskapuját, amely normális esetben megtiltaná a külföldi hajók használatát két amerikai kikötő közötti hajózásban.

## Használata
A Kloosterboer International és az Alaska Reefer Management (mindkettő az American Seafoods Group része) hajótársaságok fagyasztott tőkehalat szállítanak az alaszkai Dutch Harborból a Panama-csatornán keresztül az Egyesült Államok keleti részére. A Jones-törvény előírja, hogy két amerikai kikötő közötti szállítás esetén amerikai lobogó alatt közlekedő hajókat kell használni, de van egy kivétel, az úgynevezett harmadik kikötés, amikor az útvonal egy része kanadai vasútvonalakon halad át. Az American Seafoods „évek óta” külföldi zászló alatt közlekedő hajókat használ, és 2012-ig a 30 mérföld (48 km) hosszú New Brunswick Southern Railway vasútvonalon történő szállítást használta. 2012-ben azonban ez a gyakorlat megváltozott; a halat Bayside-ban teherautókra rakodták át, a teherautó pedig egy rakodórámpán felhajtott a két platós vasúti kocsi egyikére. Ezután egy apró kis tolatómozdony kihúzta a kocsikat a 70 méter hosszú vasúti pálya másik végére, majd visszatolta a szerelvényt a rakodórámpára, amely után a teherautó lehajtott a rámpáról, hogy a Maine állambeli Calais-n keresztül belépjen az Egyesült Államokba.

## Bírósági ügy
2021. augusztus 16-án az amerikai vám- és határvédelem (CBP) 350 millió dolláros büntetésről értesítette az American Seafoodst a Jones-törvény állítólagos megsértése miatt. 2021. augusztus 16-án a CBP azt állította, hogy a Bayside Canadian Railway nem „átmenő útvonal”, és ezért a Jones-törvényben foglalt kikötés nem alkalmazható.
A vállalat szövetségi bíróságon perelt, arra hivatkozva, hogy a büntetések megakadályozták őket a termékük szállításában, és ezzel akadályozták az iskolai ebédek számára megfizethető tőkehal-ellátást. Egy bíró engedélyezte a jelenlegi gyakorlat folytatását a pereskedésre várva. A Kloosterboer 2021. augusztus 19-ig valószínűleg áttért az orosz importált halra.

## Leírás
A vasút egyetlen, körülbelül 70 méter hosszú vágányból, két pőrekocsiból, egy FTD Trackmobile vasútikocsi-mozgatóból és egy rakodórámpából áll.
Az interneten fellelhető videók alapján a teljes oda-visszaút körülbelül 45 másodpercig tart.

## Fordítás
- Ez a szócikk részben vagy egészben  a   Bayside Canadian Railway című angol Wikipédia-szócikk ezen változatának fordításán alapul.  Az eredeti cikk szerkesztőit annak laptörténete sorolja fel. Ez a jelzés csupán a megfogalmazás eredetét és a szerzői jogokat jelzi, nem szolgál a cikkben szereplő információk forrásmegjelöléseként.